# Lango (peuple)
Pour les articles homonymes, voir Lango.

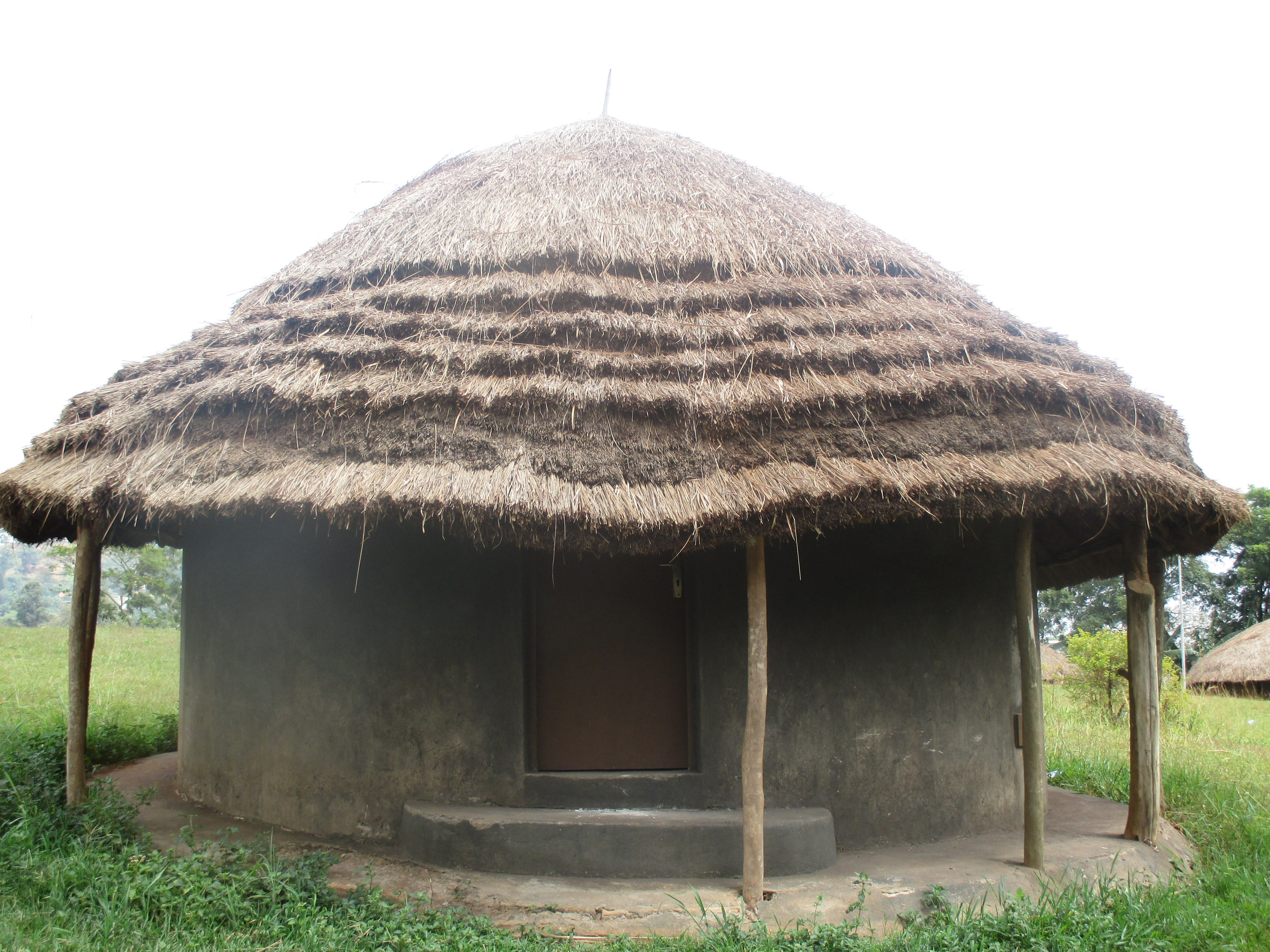
Habitation lango (Uganda Museum)

Les Langi (sing. Lango) sont une population d'Afrique de l'Est vivant au centre et dans le Nord de l'Ouganda, à l'est du Nil.
L'ancien président Milton Obote en est l'un des plus éminents représentants.

## Ethnonymie
Selon les sources et le contexte, on observe différentes formes : Lango, Langos, Miro, Umiro.

## Langue
Leur langue est le lang'o, une langue luo dont le nombre de locuteurs était d'environ 1 490 000 lors du recensement de 2002.